# Tadla-Azilal
Tadla-Azilal is een regio in Marokko. De hoofdstad is Beni Mellal. De regio ligt in het centrale deel van het officiële Marokko en grenst met de klok mee aan de regio's Chaouia-Ouardigha, Meknès-Tafilalet, Souss-Massa-Daraâ en Marrakesh-Tensift-El Haouz. Tadla-Azilal heeft een oppervlakte van 17.125 km² en heeft 1.450.519 inwoners (2004).
De regio bestaat uit twee provincies:
- Azilal
- Béni-Mellal

Naast Beni Mellal, zijn andere grote plaatsen in Tadla-Azilal:
- Azilal
- Fquih Ben Salah
- Kasba Tadla
- Suq as-Sabt Awlad an-Nama

Huidige regio's: Béni Mellal-Khénifra · Casablanca-Settat · Dakhla-Oued Eddahab · Drâa-Tafilalet · Fès-Meknès · Guelmim-Oued Noun · Laâyoune-Sakia El Hamra ·  Marrakech-Safi · Oriental · Rabat-Salé-Kénitra · Souss-Massa · Tanger-Tétouan-Al Hoceïma

Oude regio's voor 2015: Chaouia-Ouardigha · Doukala-Abda · Fez-Boulmane · Gharb-Chrarda-Béni Hsen · Grand Casablanca · Guelmim-Es Semara · Laâyoune-Boujdour · Marrakech-Tensift-Al Haouz · Meknès-Tafilalet · Oriental · Oued ed Dahab-Lagouira · Rabat-Salé-Zemmour-Zaer · Souss-Massa-Daraâ · Tadla-Azilal · Tanger-Tétouan · Taza-Al Hoceïma-Taounate